# Frutuoso Gomes
Frutuoso Gomes là một đô thị thuộc bang Rio Grande do Norte, Brasil. Đô thị này có diện tích 63,278 km², dân số năm 2007 là 4360 người, mật độ 68,9 người/km².